# Nase vorn
Nase vorn war eine deutsche Fernsehshow, die zwischen 1988 und 1990 im ZDF ausgestrahlt und von Frank Elstner entwickelt und moderiert wurde. Bis zur Absetzung der Samstagabendshow wegen schlechter Einschaltquoten wurden 13 Folgen produziert. Nase vorn galt als großer Misserfolg in der Fernsehkarriere von Frank Elstner, der mit der Entwicklung von Showformaten wie Die Montagsmaler und Wetten, dass..? bis dahin viel Erfolg hatte.

## Geschichte
Vom ZDF als "Show der Superlative" angekündigt, wurde die Sendung nach zwei Jahren und 13 Shows abgesetzt, da die Einschaltquoten stark nachließen. Sahen die erste Folge am 10. Dezember 1988 noch 21,72 Mio. Menschen, sank die Quote Ende 1990 auf nur noch 12,46 Millionen. Als Grund wurden neben der anhaltenden Kritik an der Show die häufigen und verwirrenden Änderungen der Spielregeln genannt, durch die die Show eigentlich optimiert werden sollte.
Die für den 27. Januar 1990 geplante Sendung musste kurzfristig abgesagt werden, nachdem die verschickten Rubbelkarten sich als fehlerhaft herausgestellt hatten.

## Konzept und Ablauf
Im ersten Teil der Sendung wurden nacheinander mehrere Kandidaten vorgestellt, die sich durch eine Idee oder Erfindung hervorgetan oder die etwas Besonderes geleistet hatten. Wenn die Erfindung nicht im Studio gezeigt werden konnte, wurde ein kleiner Videoausschnitt gezeigt. Darauf folgte eine Gesprächsrunde mit den Gästen.
Zum Teil entschied das Studiopublikum, welche der Kandidaten die „Nase vorn“ hatten. Diese durften sich dann als Belohnung einen Prominenten fürs Finale aussuchen. Das Studiopublikum wurde mit Scheinwerfern ausgestattet, die zur Abstimmung für die Sieger verwendet wurden. Dabei gab es oft Schwierigkeiten bei der Auswertung, wenn die Entscheidung knapp ausfiel.
Der Sieger-Kandidat konnte am Ende jeder Sendung mit Hilfe von Fernsehzuschauern, die in der Sendung anriefen, einen großen Gewinn erzielen. Die Anrufer bestimmten ein Feld, das der Kandidat aufkratzen musste und hinter dem sich ein Geldbetrag versteckte. Dieser Betrag ging sowohl an den Anrufer als auch an den Kandidaten. Sobald kein Anrufer mehr in der Leitung war, verlor der Kandidat sein bisher erspieltes Geld. Die Anrufer kamen durch Rubbellose mit der Telefonnummer in die Sendung. Das ZDF versandte hierfür im Vorfeld der ersten Sendung Rubbelkarten an 30 Millionen Haushalte. Auf den meisten Rubbellosen befand sich anstelle der Telefonnummer ein Buchstabe oder – in späteren Sendungen – eine Zahl. Diese Zahl stand für eine Startnummer im Finale. Die Höhe des möglichen Gewinns richtete sich nach der Platzierung der jeweiligen Startnummer oder nach dem in der Sendung gezogenen Buchstaben. Später konnte man auf jedem Los eine Glückszahl freirubbeln. Der Zuschauer mit der richtigen Zahl gewann einen zusätzlichen Preis. Die Glückszahl wurde ebenfalls während der Sendung ermittelt.
In der ersten Sendung musste die Siegerkandidatin zunächst gegen einen willkürlich ausgewählten Kandidaten aus dem Saalpublikum antreten. Die beiden mussten prominente Gesichter anhand ihrer Nasen erraten.
Ebenfalls in der ersten Ausgabe mussten die prominenten Paten Quizfragen zu den präsentierten Erfindungen beantworten und wetten, welche Kandidatin bei der Abstimmung durch das Saalpublikum die Nase vorn hat. Ab der zweiten Ausgabe wurde stattdessen ein reales Trabrennen mit Prominenten durchgeführt, das von Werner Hansch kommentiert wurde. Jeder Prominente startete für einen vom Saalpublikum gewählten Kandidaten. Sieger war am Ende der Kandidat, dessen prominenter Vertreter gewann. Am Ende der letzten Shows gab es ein von Werner Hansch kommentiertes Kirmespferderennen, bei dem sich die prominenten Paten bewähren mussten.
Veranstaltungsorte der Show waren unter anderem die Berliner Deutschlandhalle, die Rhein-Ruhr-Halle in Duisburg, die Saarbrücker Saarlandhalle, die Freiheitshalle in Hof, die Eilenriedehalle in Hannover oder die Offenburger Oberrheinhalle. In der Schweiz wurde aus der St. Jakobshalle bei Basel, in Österreich aus der Linzer Sporthalle gesendet.

## Maskottchen
Maskottchen der Sendung war eine Gruppe Nashörner, die in kleinen computeranimierten Einspielern den Spielstand darstellten und von denen eines am Ende der Show symbolisch mit seiner markanten Nase voran eine Ziellinie überquerte. Diese Nashörner waren zwischenzeitlich auch als Merchandisingartikel erhältlich.

## Kritik
Die Show wurde nach der ersten Ausgabe massiv von Publikum und Kritikern kritisiert, was sich bei den weiteren Ausgaben der Show in stark zurückgehenden Einschaltquoten widerspiegelte. Viele Zuschauer verstanden die komplizierten und im Lauf der 13 Sendungen mehrfach geänderten Spielregeln nicht.
Der Spiegel sprach in seiner Rezension der ersten Ausgabe der Show vom "Flop des Jahres, ein neuer, furchtbarer Rückschlag für das notleidende deutsche Amüsierwesen". Die Show sei "ein fades Nasi Goreng aus Talk-, Spiel und schalem Singsang, geschwätzig, witz- und spannungsfrei" gewesen.
Kritisiert wurde auch das Rubbelkartensystem, das der Deutschen Bundespost durch die kostenpflichtige Rücksendung von bis zu 2,9 Millionen Rubbelkarten erhebliche Zusatzeinnahmen bescherte. Der damalige Bundespostminister Christian Schwarz-Schilling war zudem Gast der ersten Sendung.